# Montastruc-Savès
Montastruc-Savès – miejscowość i gmina we Francji, w regionie Oksytania, w departamencie Górna Garonna.
Według danych na rok 1990 gminę zamieszkiwało 70 osób, a gęstość zaludnienia wynosiła 12 osób/km² (wśród 3020 gmin regionu Midi-Pireneje Montastruc-Savès plasuje się na 993. miejscu pod względem liczby ludności, natomiast pod względem powierzchni na miejscu 1422.).